# 总部经济
总部经济(英語：Headquarters Economy)是伴随着商务园区或者中心商务区（英文：Central Business District，缩写：CBD）的概念而来的一种经济现象，它因为某一单一产业价值的吸引力，而出现众多资源大规模智能的极化与聚合，形成一定的有特定职能的经济区域，称为总部基地，以总部基地为依托的经济模式，在中国大陆地区称作总部经济。
美国硅谷、好莱坞、西雅图、曼哈顿以及华尔街，英国伦敦金融城、德国法兰克福、法国拉德芳斯、中国香港、日本新宿、新加坡等经济形态，都是依靠某一价值实现而成为独具某种特殊经济职能的经济区域。